# مطثية آكلة لأوكسيد الكربون
مطثية آكلة لأوكسيد الكربون (الاسم العلمي: Clostridium carboxidivorans) هي نوع من البكتيريا يتبع جنس المطثية من الفصيلة المطثاوية.